# Koitajoki
La rivière Koita (en finnois : Koitajoki) est un cours d'eau  de Finlande orientale et de Russie,,.

## Description
La rivière Koitajoki part de petits lacs frontaliers et coule vers l'ouest du côté finlandais au nord d'Ilomantsi en Carélie du Nord.
Elle serpente d'abord vers le sud du côté finlandais, fait un rocher de 50 kilomètres sur le territoire de la République de Carélie en Russie et revient du côté finlandais près de Möhko où elle s'écoule ensuite vers le nord-ouest à travers le parc national de Petkeljärvi et la zone marécageuse de Kesonsuo, et plus en aval reçoit les eaux du lac Koitere.
La majeure partie de ses eaux passe ensuite par un tunnel de la centrale hydroélectrique de Pamilo de 84 mégawatts, qui raccourcit d'une vingtaine de kilomètres le cours naturel de la partie la plus basse de la rivière.
La Koitajoki est un affluent de la rivière Pielisjoki qui coule du lac Pielinen  au  lac Pyhäselkä en Carélie du Nord. Elle fait partie du bassin de la rivière Vuoksi qui coule  en Finlande et en Russie, traverse le lac Ladoga et plus loin se déverse dans la Neva vers le golfe de Finlande.